# Micronemacheilus pulcher
Micronemacheilus pulcher är en fiskart som först beskrevs av Nichols och Pope 1927.  Micronemacheilus pulcher ingår i släktet Micronemacheilus och familjen grönlingsfiskar. IUCN kategoriserar arten globalt som livskraftig. Inga underarter finns listade i Catalogue of Life.